# Felicjan Jabłonowski
Felicjan Jabłonowski herbu Prus III (zm. 1778) – oboźny polny koronny od 1772, szambelan królewski od 1765, stolnik wyszogrodzki od 1755, starosta koropecki, chorąży chorągwi pancernej wojewody nowogródzkiego Jabłonowskiego w Pułku Hetmana Wielkiego Koronnego w 1760 roku. 

## Życiorys
Syn Antoniego, podczaszego buskiego, i Antoniny Drzewieckiej (córka Felicjana). Ożenił się z Elżbietą Woroniecka, siostrą żony Józefa Aleksandra Jabłonowskiego. Jako stronnik Czartoryskich był posłem na sejm 1762 roku. Posłował na konwokację i elekcję Stanisława Augusta Poniatowskiego. W 1764 roku podpisał jego elekcję. Członek konfederacji Andrzeja Mokronowskiego w 1776 roku i poseł na sejm 1776 roku z województwa wołyńskiego. 11 maja 1775 został kawalerem Orderu Świętego Stanisława.